# Uriel
Az Uriel héber eredetű férfinév, jelentése: Jahve világosság.

## Gyakorisága
Az 1990-es években szórványos név, a 2000-es években nem szerepel a 100 leggyakoribb férfinév között.

## Névnapok
- január 14.[2]

## Híres Urielek
- Uriél arkangyal